# Пуго Борис Карлович
Борис Карлович Пуго (19 лютого 1937 , Твер  — 22 серпня 1991 , Москва ) — міністр внутрішніх справ СРСР (1990–1991), член ГКЧП. Член ЦК КПРС (1986—1990), кандидат у члени Політбюро ЦК КПРС з вересня 1989 по липень 1990 року. Член Центральної контрольної комісії КПРС в 1990—1991 роках. Голова, член Президії та член Бюро Президії Центральної контрольної комісії КПРС в 1990—1991 роках. Депутат Верховної ради СРСР 11-го скликання, народний депутат СРСР.

## Біографія
Народився в Калініні (нині Твер) у родині партійного працівника, латиш за національністю. Російською мовою розмовляв краще, ніж латиською. Його батько — Карл Янович Пуго — був учасником революції та Громадянської війни, підпільником, «латиським стрільцем», потім секретарем Ризького міськкому партії. У 1940—1941 роках родина Пуго проживала в Ризі. На початку німецько-радянської війни родина була евакуйована до міста Кірова (РРФСР), де перебувала до 1943 року. З 1943 по 1948 рік Пуго жили в Москві, а в 1948 році переїхали до Риги. Борис Пуго у 1951 році вступив до комсомолу. Закінчив із медаллю середню школу в Ризі.
У 1960 році закінчив Ризький політехнічний інститут.
У 1960—1961 роках — інженер спеціального конструкторського бюро Ризького електромашинобудівного заводу. У 1961 році обраний секретарем комітету комсомолу Ризького електромашинобудівного заводу.
У 1961—1963 роках — 2-й секретар, 1-й секретар Пролетарського районного комітету ЛКСМ Латвії (комсомолу) міста Риги.
Член КПРС з 1963 року.
У 1963—1968 роках — відповідальний організатор, завідувач сектору відділу комсомольських органів по союзних республіках ЦК ВЛКСМ у Москві.
У 1968—1969 роках — завідувач організаційного відділу Ризького міського комітету КП Латвії.
У квітні 1969 — 1970 року — 1-й секретар ЦК ЛКСМ Латвії.
У березні 1970 — квітні 1974 року — секретар ЦК ВЛКСМ.
У 1974 році — інспектор ЦК КПРС у Москві.
У 1974—1975 роках — завідувач відділу організаційно-партійної роботи ЦК КП Латвії.
У 1975—1976 роках — 1-й секретар Ризького міського комітету КП Латвії.
З 1976 року — завідувач відділу, в 1977—1980 роках — перший заступник голови КДБ Латвійської РСР.
У листопаді 1980 — квітні 1984 року — голова Комітету державної безпеки Латвійської РСР із присвоєнням військового звання генерал-майор.
14 квітня 1984 — 4 жовтня 1988 року — 1-й секретар ЦК КП Латвії.
30 вересня 1988 — 11 липня 1990 року — голова Комітету партійного контролю при ЦК КПРС і кандидат у члени Політбюро ЦК КПРС з 20 вересня 1989 р. по 14 липня 1990 року. Єдиний із семи латишів, що входили у Політбюро, що не мав дореволюційного стажу в партії. 
14 липня 1990 — 23 квітня 1991 року — голова Центральної контрольної комісії КПРС.
З 1 грудня 1990 по 22 серпня 1991 року — міністр внутрішніх справ СРСР (змінив на цій посаді Вадима Бакатіна, якого Горбачов відправив у відставку).
4 лютого 1991 року Борису Пуго було присвоєно військове звання генерал-полковника внутрішньої служби.
З березня по серпень 1991 року — член Ради безпеки СРСР.

### ДКНС і самогубство
1991 року Борис Пуго став членом ДКНС й одним з організаторів «серпневого путчу». Безпосередньо перед путчем, у серпні 1991 року, він відпочивав з родиною у Криму. Повернувся до Москви 18 серпня. У Москві йому зателефонував голова КДБ СРСР Володимир Крючков і запросив у Кремль, де був утворений ДКНС.
Після провалу путчу Прокуратурою СРСР щодо Б. К. Пуго було порушено кримінальну справу за участь в антиконституційній змові.
22 серпня на арешт Пуго виїхали голова КДБ РРФСР Віктор Іваненко, перший заступник міністра внутрішніх справ Віктор Єрін, заступник прокурора Лісін і Григорій Явлінський. Через два дні Явлінський дав інтерв'ю газеті «Московський комсомолець», де розповів про події. За його словами, вони, не чекаючи групи захоплення, «почали діяти». Як сказав Явлінський, двері їм відчинив тесть Пуго, сам Пуго і його дружина були ще живі («його голова відкинулася на подушку, і він дихав», «вона виглядала не при тямі. Всі її рухи були абсолютно некоординовані, мова — незв'язною»). Явлінський особливо підкреслив, що дві обставини здалися йому дивними:
- Пістолет акуратно лежав на тумбочці, куди покласти його самому Пуго було важко.
- Він зауважив три стріляні гільзи.

Журналіст «Московського комсомольця» в кінці статті додав: «Через кілька годин після моєї розмови з Григорієм Явлінським надійшла нова інформація. У результаті слідства стало відомо, що останньою стріляла дружина. Вона ж поклала пістолет на тумбочку».
Проте син Пуго — Вадим Пуго (відповідно до публікації в газеті «День», № 30, 1993 року) говорив, що пістолет поклав на тумбочку 90-річний тесть: «… Вони, по всій видимості, лягли на ліжко. Батько приставив пістолет до скроні матері і вистрілив, після цього вистрілив у себе, а пістолет залишився затиснутим у нього в руці. Дід почув постріл, хоча він погано чує, і зайшов у спальню … Мати не вмерла — вона скотилася з ліжка і навіть намагалася піднятися на нього. Дід взяв у батька пістолет і поклав його на тумбочку. І місяць про це нікому не говорив — боявся. Незрозуміло йому було: говорити — не говорити. І сказав він про пістолет через місяць, коли почалися допити…».
Дружина міністра, Валентина Іванівна Пуго, кандидат технічних наук, доцент Московського енергетичного інституту, померла у лікарні через добу, так і не прийшовши до тями.
Урни з прахом подружжя Пуго поховані на Троєкурівському кладовищі у Москві.
Тексти записок (за заявою «Нової газети»), знайдених при огляді квартири Пуго Б. К. 22.08.91 :
 «Зробив абсолютно несподівану для себе помилку, рівноцінну злочину. Так, це помилка, а не переконання. Знаю тепер, що помилився у людях, яким дуже довіряв. Страшно, якщо цей сплеск нерозумності відіб'ється на долях чесних, але що опинилися у дуже скрутному становищі людей. Єдине виправдання того, що сталося, могло бути в тому, що наші люди згуртувалися б, щоб пішла конфронтація. Тільки так і повинно бути. Милі Вадик, Еліно, Інно, мамо, Володю, Ґето, Раю, вибачте мені. Все це помилка! Жив я чесно — все життя „(записка Бориса Пуго). 
“ Дорогі мої! Жити більше не можу. Не судіть нас. Подбайте про діда. Мама» (записка Валентини Пуго). 

## Нагороди
- Орден Леніна (1987)
- Орден Трудового Червоного Прапора (1976)
- Орден Червоної Зірки (1980)
- Орден «Знак Пошани» (1971)